# Bellator militaris
Bellator militaris és una espècie de peix pertanyent a la família dels tríglids.

## Descripció
- Fa 12,5 cm de llargària màxima.
- Els mascles tenen les dues primeres espines dorsals molt llargues (arriben fins a la punta de la cua).[2][3]

## Hàbitat
És un peix marí, demersal i de clima subtropical (37°N-20°N) que viu entre 40-110 m de fondària.

## Distribució geogràfica
Es troba a l'Atlàntic occidental: des de Carolina del Nord fins al sud de Florida, el nord del Golf de Mèxic i Yucatán (Mèxic).

## Observacions
És inofensiu per als humans.